# Bettina Müller-Weissina
Bettina Müller-Weissina (geb. Müller; * 12. Juli 1973 in Berlin) ist eine österreichische Sprinterin deutscher Herkunft. Von 2003 bis 2009 war sie Heeressportlerin im Heeressportzentrum des Österreichischen Bundesheers.
2002 schied sie bei den Leichtathletik-Halleneuropameisterschaften in Wien über 60 Meter und bei den Leichtathletik-Europameisterschaften in München über 100 Meter und in der 4-mal-100-Meter-Staffel im Vorlauf aus.
Bei den Leichtathletik-Hallenweltmeisterschaften erreichte sie über 60 Meter 2003 in Birmingham und 2004 in Budapest das Halbfinale.
Bei den Olympischen Spielen 2004 in Athen gelangte sie über 100 Meter ins Viertelfinale.
2006 scheiterte sie bei den Europameisterschaften in Göteborg über 100 Meter in der ersten Runde. Bei den Halleneuropameisterschaften 2007 in Birmingham, den Hallenweltmeisterschaften 2008 in Valencia und den Halleneuropameisterschaften 2009 in Turin drang sie über 60 Meter jeweils ins Halbfinale vor.
Viermal wurde sie Österreichische Meisterin über 100 Meter (2001, 2004, 2006, 2008) und dreimal Österreichische Hallenmeisterin über 60 Meter (2004, 2007, 2008).

## Persönliche Bestzeiten
- 60 m (Halle): 7,25 s, 2. März 2003, Linz
- 100 m: 11,26 s, 10. Juli 2004, Wolfsberg
- 200 m: 24,28 s, 14. Juli 2002, Patras